# Trachelas bravidus
Trachelas bravidus är en spindelart som beskrevs av Arthur M. Chickering 1972. Trachelas bravidus ingår i släktet Trachelas och familjen flinkspindlar.
Artens utbredningsområde är Jamaica. Inga underarter finns listade i Catalogue of Life.